# Гад (божество)

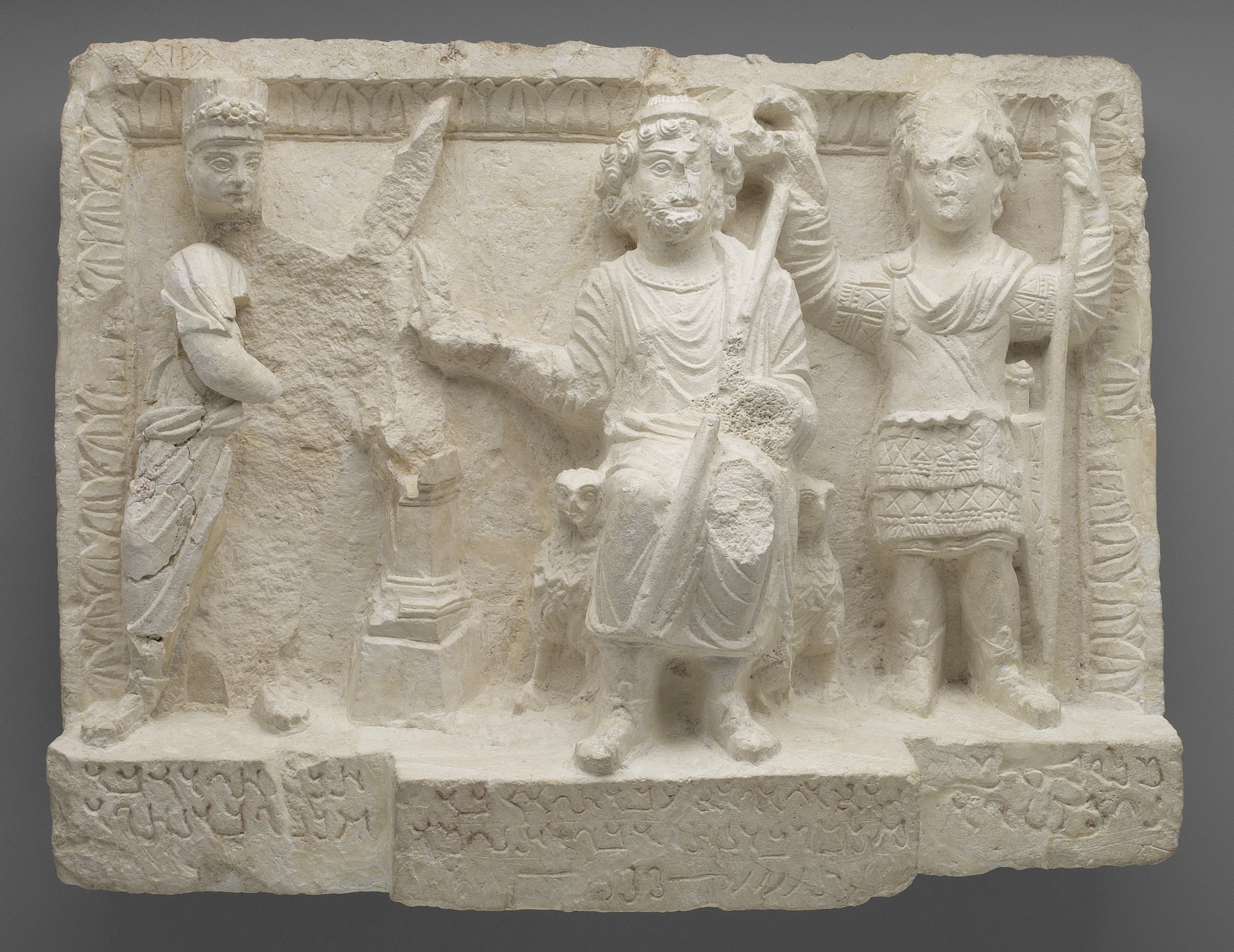
Рельеф из Храм Гадде в Дура-Европос с изображением бога Гада из Дуры (в центре), царя Селевка I Никатора (справа) и Хайрана, сына Малико, сына Насора (слева).

Гад — персонаж семитской мифологии, бог удачи, упомянутый в древних записях Арама и Аравии. Его почитали во время вавилонского плена. Также упомянут в книге Исайи (Ис. 65:11), иногда переводится просто как удача. Видимо, отличался от бога судьбы Мени.
Возможно, что сын Иакова Гад назван в честь Гада, божества удачи.
Насколько широк был культ божества Гада во времена Ханаана, можно представить из названия города Ваал-Гад у горы Хермон и Мигдал-Гад на территории Иудеи. Существовали также имена собственные Гадди и Гаддиил в коленах Манассии и Завулона (Чис. 13:10-11). В то же время Гад не был отдельным божеством, имя было нарицательным, означающим некую силу. Любой великий бог мог подразумеваться как дающий удачу и почитаемый под этим титулом; вполне возможно, что Юпитер мог быть почитаем под именем Гада — в арабской астрологии считалось, что Юпитер приносит человеку большую удачу.